# Emil Engelhard (Politiker)

Emil Engelhard

Emil Engelhard (* 24. Mai 1854 in Mannheim; † 21. November 1920 ebenda) war ein deutscher Unternehmer und Politiker (DDP).

## Leben und Wirken
Emil Engelhard wurde 1854 als Sohn des Mannheimer Unternehmers Hermann Engelhard geboren. Nach dem Besuch des Gymnasiums in Mannheim studierte Engelhard an der Technischen Hochschule Karlsruhe (1870–1872) und an der Ruprecht-Karls-Universität Heidelberg (1872–1873) Chemie. Ab 1874 war er in der Tapetenfabrik seines Vaters tätig, in der er 1878 zum Teilhaber wurde. Im Jahr 1878 heiratete er Helene Grohe (1858–1919). Er leitete das Unternehmen bis 1908 und brachte es „zu großem Ansehen“. 1905 wurde Engelhard Mitglied der Mannheimer Handelskammer und bereits 1908 avancierte er zum Vizepräsidenten dieser Körperschaft, deren Präsidentschaft er schließlich von 1911 bis zu seinem Tod ausübte. Ferner wurde Engelhard, der im Kaiserreich der Nationalliberalen Partei (NLP) angehörte und mit dem Ehrentitel Geheimer Kommerzienrat ausgezeichnet wurde, 1909 Mitglied der ersten Kammer des badischen Landtags (bis 1918) und 1911 Stadtrat in Mannheim.

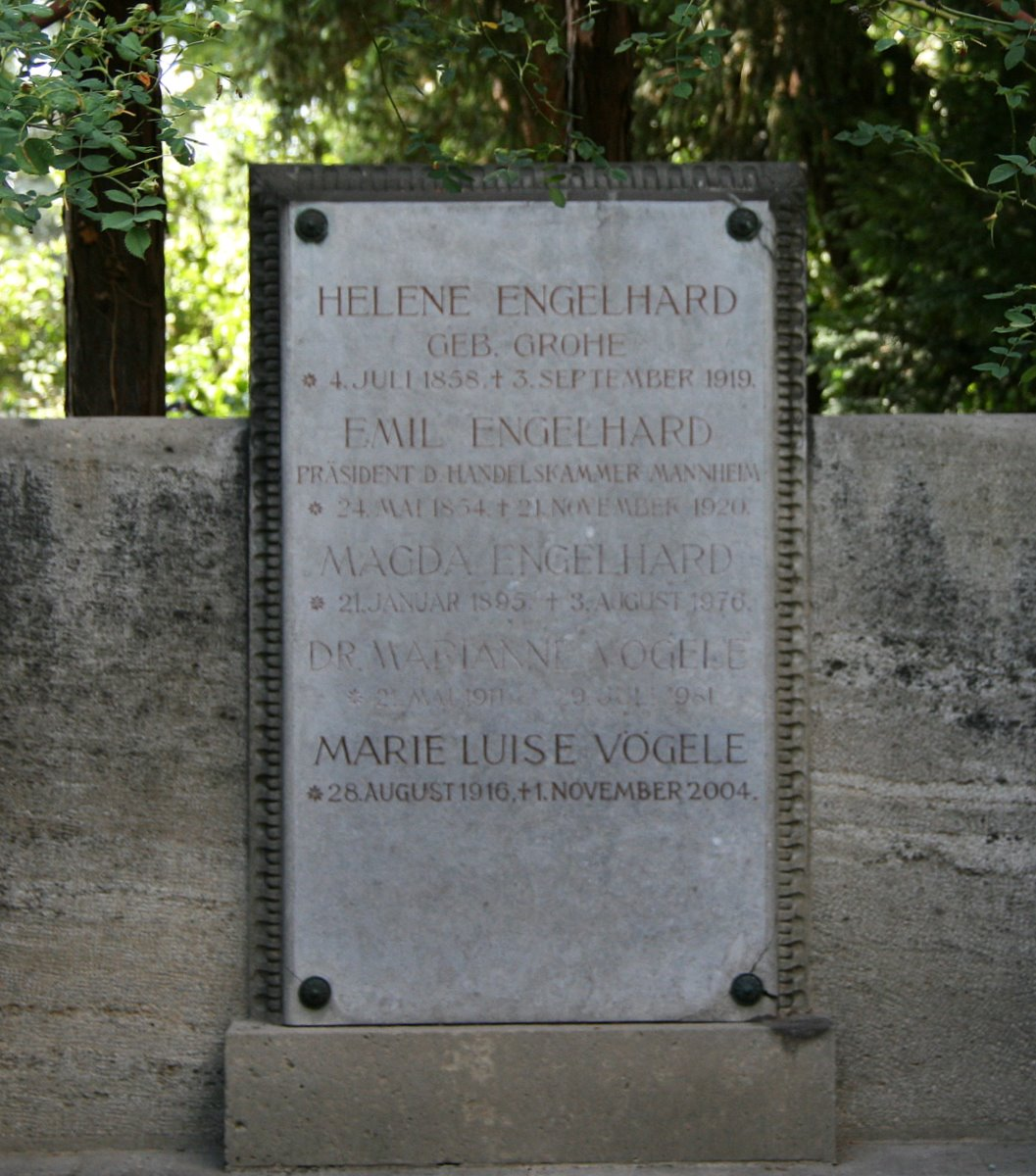
Grab in Mannheim

Nach dem Ersten Weltkrieg trat Engelhard in die Deutsche Demokratische Partei (DDP) ein. Im Januar 1919 wurde er für die DDP in die Weimarer Nationalversammlung gewählt, in der er den Wahlkreis 33 (Baden) vertrat. Bereits im Oktober schied Engelhard jedoch gesundheitsbedingt wieder aus der Nationalversammlung aus. Er starb ein Jahr später. Engelhards Mandat wurde von Oktober 1919 bis zum Ende der Versammlung im Juni/Juli 1920 von Gottfried Leiser fortgeführt.
Sein Grab auf dem Hauptfriedhof Mannheim besteht aus einer teilweise offenen Ädikula auf einfachem Sockel aus Muschelkalk. Unter einem Giebel trägt es eine Schriftplatte mit Schmuckfries. Davor liegt ein durch eine Platte verschlossener Grufteingang mit bronzenem Griffring.